# 4-甲氧基安非他命
4-甲氧基安非他命（4-MA，也称为对甲氧基安非他命，PMA）是一种含氮有机化合物，分子式C
10H
15NO，属于安非他命衍生物和甲氧基苯乙胺衍生物，为甲氧基安非他命的三种位置异构体之一，具有血清素活性。